# Short track ai IX Giochi asiatici invernali
Le competizioni di short track ai IX Giochi asiatici invernali si sono svolte dal 7 al 9 febbraio 2024 allo Heilongjiang Multifunctional Hall di Harbin, in Cina.

## Podi

### Uomini
| Evento                | Oro | Argento                                                                               | Bronzo                                                                  |
| 500 metri (dettagli)  | Lin Xiaojun                                                                                               | Park Ji-won                                                                           | Jang Sung-woo                                                           |
| 1000 metri (dettagli) | Jang Sung-woo                                                                                             | Park Ji-won                                                                           | Liu Shaoang                                                             |
| 1500 metri (dettagli) | Park Ji-won                                                                                               | Lin Xiaojun                                                                           | Jang Sung-woo                                                           |
| Staffetta (dettagli)  | Kazakistan Gleb Ivchenko Denis Nikisha Mersaid Zhaxybayev Adil Galiakhmetov Aibek Nassen Abzal Azhgaliyev | Giappone Shun Saito Daito Ochi Shuta Matsuzu Tsubasa Furukawa Osuke Irie Kota Kikuchi | Cina Liu Shaoang Lin Xiaojun Sun Long Liu Shaolin Zhu Yiding Li Wenlong |

### Donne
| Evento                | Oro | Argento | Bronzo |
| 500 metri (dettagli)  | Choi Min-jeong | Kim Gil-li | Lee So-yeon |
| 1000 metri (dettagli) | Choi Min-jeong | Kim Gil-li | Zhang Chutong |
| 1500 metri (dettagli) | Kim Gil-li | Gong Li | Zang Yize |
| Staffetta (dettagli)  | Corea del Sud Kim Gil-li Choi Min-jeong Park Ji-won Kim Tae-sung Jang Sung-woo Noh Do-hee Shim Suk-hee Kim Gun-woo | Kazakistan Yana Khan Malika Yermek Denis Nikisha Adil Galiakhmetov Alina Azhgaliyeva Olga Tikhonova Mersaid Zhaxybayev Abzal Azhgaliyev | Giappone Rina Shimada Riho Inuzuka Shun Saito Tsubasa Furukawa Yuki Ishikawa Shuta Matsuzu Miyu Miyashita Kota Kikuchi |

### Gare miste
| Evento               | Oro                                   | Argento                                                       | Bronzo                                               |
| Staffetta (dettagli) | Cina Xu Mengtao Li Xinpeng Qi Guangpu | Kazakistan Ayana Zholdas Sherzod Khashirbayev Assylkhan Assan | Giappone Runa Igarashi Yuta Nakagawa Haruto Igarashi |

## Medagliere
| Posiz. | Nazione       | Oro | Argento | Bronzo | Totale |
| ------ | ------------- | --- | ------- | ------ | ------ |
| 1      | Corea del Sud | 6   | 4       | 3      | 13     |
| 2      | Cina          | 2   | 2       | 4      | 8      |
| 3      | Kazakistan    | 1   | 2       | 0      | 3      |
| 4      | Giappone      | 0   | 1       | 2      | 3      |
| Totale | Totale        | 9   | 9       | 9      | 27     |